# کاناریوم اودونتوفیلوم
کاناریوم اودونتوفیلوم (نام علمی: Canarium odontophyllum) نام یک گونه از سرده لامی‌ها است.